# Aniptodera salsuginosa
Aniptodera salsuginosa är en svampart som beskrevs av Nakagiri & Tad. Ito 1994. Aniptodera salsuginosa ingår i släktet Aniptodera och familjen Halosphaeriaceae.   Inga underarter finns listade i Catalogue of Life.